# Chaulhac
Chaulhac  (okcitán nyelven Cholhac) község Franciaország déli részén, Lozère megyében. 2011-ben 76 lakosa volt.

## Fekvése
Chaulhac az  Margeride-hegység nyugati oldalán fekszik, 916 méteres  (a községterület 740-1024 méteres) tengerszint feletti magasságban, Le Malzieu-Ville-től 12 km-re északnyugatra a Truyère völgye felett, Lozère és Cantal megye határán. A község területének 15%-át (144 hektár) borítja erdő.
Nyugatról Albaret-Sainte-Marie és Loubaresse, északról Chaliers és Lorcières, keletről Julianges és Saint-Léger-du-Malzieu községek határolják. A község nyugati határát a Truyère-folyó mély völgye alkotja.
A községhez tartoznak Nozérolles és Paladines szórványtelepülések.
Le Malzieu Ville-el (12 km Saint-Légeren keresztül) a D147-es megyei út köti össze, mellékutak vezetnek valamennyi szomszédos községbe.

## Története
A már az ókorban is lakott falu a történelmi Gévaudan Mercoeur-i báróságához tartozott. Plébániatemploma a 12. században a Sainte-Croix-de-la-Voûte-Chilhac bencés monostorhoz tartozott. A 18. században még Paladines számított központi településnek (itt állt az Aurelle nemesi család vára). Az elvándorlás következtében az utóbbi két évszázad során lakosságának 3/4-ét elveszítette.

### Demográfia
| Év   | Lakosság |
| ---- | -------- |
| 1793 | 328      |
| 1851 | 340      |
| 1876 | 296      |
| 1901 | 287      |
| 1936 | 198      |

| Év   | Lakosság |
| ---- | -------- |
| 1946 | 177      |
| 1954 | 164      |
| 1962 | 139      |
| 1968 | 127      |

| Év   | Lakosság |
| ---- | -------- |
| 1975 | 109      |
| 1982 | 109      |
| 1990 | 91       |
| 1999 | 79       |
| 2010 | 72       |

## Nevezetességei
- A Saint-Frézal templom román stílusban épült a 12. században, alaprajza latin keresztet formáz.
- Két 18-19. századi útmenti gránitkereszt áll a községben.
- Számos hagyományos stílusban (gránitkövekből) épült 18-19. századi tanya található a községben (pl. Nozerolles tanyái 1776, 1795 illetve 1857-ben épültek).
- Régi kovácsműhelye 1800-ban épült.
- A falu főterén álló kenyérsütő kemence 1875-ben épült.

## Híres emberek
- Guy de Chauliac (1298-1368) híres középkori sebész itt született.

## Kapcsolódó szócikk
- Lozère megye községei